# المحيط في اللغة
المُحِيطُ فِي اللُّغَةْ هو من مشاهير معاجم اللغة العربية في القرن الرابع الهجري، نهج فيه صاحبه الصاحب بن عباد على منوال الخليل في العين في ترتيبه وتقسيم أبوابه.